# Myfanwy (píseň)
„Myfanwy“ je velšská píseň z roku 1875. Hudbu k písni složil Joseph Parry a text Richard Davies. Píseň byla inspirována Parryho dětskou láskou Myfanwy Llywellyn; jiné zdroje však říkají, že zdroj textu sahá do čtrnáctého století k Myfanwy Fychan. Píseň zazněla i v několika filmech, jako je například Hedd Wyn z roku 1992 a při svých koncertech ji hrál například John Cale.